# Grignolino
Il Grignolino è un vitigno a bacca nera italiano. 
Coltivato essenzialmente nelle zone di Asti e del Monferrato Casalese ed in parte in aree marginali delle Langhe fornisce uve a bacca rossa. Mescolato con uve Freisa e Barbera fornisce vini dal colore più intenso. 

## Storia
Noto sin dal Medioevo come Barbesino il nome potrebbe comunque derivare da gragnola, espressione dialettale astigiana per indicarne i semi, molto numerosi in questa uva. 

## Caratteristiche
I grappoli hanno dimensione medio-grande con forme tendenti al piramidale mentre gli acini, medio-piccoli, tendono alla forma ellittica. Il vitigno, scarsamente resistente alle malattie (tollera bene solo la peronospora), predilige l'esposizione al sole e terreni asciutti e sabbiosi.